# Giustino Russolillo
Giustino Maria Russolillo (Pianura di Napoli, 18 gennaio 1891 – Napoli, 2 agosto 1955) è stato un presbitero italiano, fondatore della Società delle divine vocazioni (1920), delle Suore delle divine vocazioni (1921) e dell'istituto secolare delle Apostole Vocazioniste della Santificazione Universale (approvato nel 1965).
Beatificato il 7 maggio 2011 da papa Benedetto XVI, è stato proclamato santo da papa Francesco il 15 maggio 2022.

## Biografia
Giustino Russolillo fu ordinato sacerdote il 20 settembre 1913 nella cattedrale di Pozzuoli (NA). Fu parroco nella Parrocchia di San Giorgio Martire in Pianura di Napoli dal 20 settembre 1920 al 2 agosto 1955. Il 30 Aprile 1914 a Pianura ha fondato il Vocazionario, come luogo di discernimento vocazionale per i giovani chiamati da Dio a seguire la propria vocazione, specialmente alla consacrazione religiosa e al sacerdozio. Il 18 Ottobre 1920 ha fondato la Società delle divine vocazioni e il 1 Ottobre 1921 ha fondato le Suore delle divine vocazioni per essere aiutato nel ministero delle vocazioni. Dai suoi religiosi è considerato l'Apostolo delle Vocazioni, perché spese la sua vita per suscitare ed educare i giovani alla chiamata di Dio. Dopo un'intensa vita spesa come parroco, asceta, mistico, predicatore di esercizi spirituali, fondatore, cultore della Santificazione Universale delle anime e amante della SS. Trinità, si spense presso il Vocazionario Deus Charitas nel quartiere di Pianura. Il suo corpo è conservato nella cripta della casa madre dei vocazionisti, dove restano ancora molti dei suoi ricordi.

## Culto
Il processo diocesano di beatificazione iniziò il 18 gennaio 1980 presso l'arcidiocesi di Napoli. Russolillo è stato dichiarato venerabile da papa Giovanni Paolo II il 18 dicembre 1997 e beato il 7 maggio 2011 da papa Benedetto XVI. Il 27 ottobre 2020 papa Francesco ha promulgato il decreto sul miracolo attribuito all'intercessione di don Giustino Russolillo; la canonizzazione è stata celebrata in piazza San Pietro il 15 maggio 2022 dallo stesso pontefice. La festa liturgica è stata fissata al 2 agosto, giorno della sua morte, ed è celebrata dalla famiglia vocazionista presente in 20 paesi:
Italia (1920), Brasile (1950), Stati Uniti d'America (1962), Argentina (1984), Nigeria (1991), Filippine (1994), India (1996), Madagascar (2002), Colombia (2004), Ecuador (2004), Indonesia (2006), Regno Unito (2008), Cile (2009), Francia (2016), Canada (2017), Sudafrica (2017), Vietnam (2018), Australia (2019), Spagna (2021), Papua Nuova Guinea (2024).

### Il miracolo al fine della beatificazione
Al fine della beatificazione la Chiesa cattolica ha considerato miracolosa la guarigione di Gaetanina Meloro, nata a Newark nel New Jersey, affetta da un carcinoma alla vagina. Nel febbraio 1998, alla fine della radioterapia esterna, prima di procedere a quella interna, i medici riscontrarono la completa sparizione della forma tumorale.

### Il miracolo al fine della canonizzazione
Al fine della canonizzazione è stata considerata miracolosa la guarigione di un giovane religioso Vocazionista, fra Emilio Rasolofo, SDV, del Madagascar, affetto da "crisi tonico-cloniche generalizzate e prolungate, stato di male epilettico, coma, gravissima rabdomiliosi, polmonite ab ingestis, insufficienza respiratoria acuta", avvenuta il 21 aprile 2016 nell'ospedale di Pozzuoli, dove il giovane religioso era stato ricoverato in coma. Vista la prognosi infausta, tutta la Congregazione Vocazionista aveva iniziato una catena di preghiere al beato Giustino. La mattina del 21 aprile l'infermo "improvvisamente aprì gli occhi, parlò, mosse gli arti e dopo non molte ore si mise anche a servire gli altri". La Consulta Medica riconobbe che la guarigione era stata "rapida, completa e duratura. Non spiegabile scientificamente". I Consultori teologi dichiararono miracolosa la guarigione, che fu attribuita all'intercessione del beato.

### Intitolazioni
È stata eretta una statua in onore del beato all'ingresso del quartiere di Pianura, presso la rotonda che porta il suo nome. Ne è presente una anche a Roma nel quartiere Fidene, al centro della Piazza dei Vocazionisti, adiacente alla via che prende il suo nome.
La prima chiesa ad essere intitolata a San Giustino, è stata il Santuario San Giustino Russolillo a Napoli, che contiene i suoi resti mortali, presso il Vocazionario Deus Charitas, la Casa Madre dei Vocazionisti.
La prima parrocchia ad essere intitolata a San Giustino è stata stabilita presso Riam Batang, Kalimantan Centrale, Indonesia, nel 2023. Successivamente è stata eretta anche una nuova parrocchia intitolata al santo nella città di Mati, Davao Orientale, nelle Filippine.

## Opere
Giustino Russolillo è stato un autore molto prolifico e uno stimato predicatore di esercizi spirituali per religiosi e laici. Molti dei suoi scritti sono raccolti nei 27 volumi dell'Opera Omnia. Tra questi i più importanti sono:
- Ascensione
- Spiritus Orationis
- Faciamus Hominem I
- Faciamus Hominem II
- Per l'Orazione mentale
- Cammino verso l'Unione Sponsale,
- Consacrazioni
- Spasimi d'amore

Ha scritto per i suoi religiosi anche molti libri di preghiere:
- Il Devozionale
- Gli Offertori del Preziosissimo Sangue